# Суха Воля (Підкарпатське воєводство)
Суха Воля  (пол. Sucha Wola) — неіснуюче українське село в Підкарпатському воєводстві Республіки Польща, Любачівському повіті, ґміна Олешичі.
Припинило своє існування у 1945 році внаслідок депортації українського населення до УРСР. В 1950-х роках на відстані 1,3 км в північному напрямку від історичного села Суха Воля було закладено радгосп Sucha Wola.

## Історія
Село було засноване на початку XVII століття магнатами Сенявськими. Протягом XVII ст. село часто потерпало від татарських набігів.
У 1785 році село займало територію 30,58 кв. км.
У 1920–1930-х рр. в селі активно діяла читальня «Просвіти», яка організовувала вистави на Різдвяні свята, колядування і щедрування, концерти на Шевченківські дні, вистави на Великдень і на храмове свято, фестини влітку і обжинки восени, свято св. Миколая. Також в селі діяли філії товариств «Маслосоюз» та «Сільський господар».
За даними церковних шематизмів, станом на 1938 р. парохія обслуговувала 2003 греко-католиків. У межах села мешкало 125 римо-католиків (поляків і полонізованих українців), 35 юдеїв і 4 меноніти (протестантська течія, що була поширена в Голандії і Німеччині).
За даними Володимира Кубійовича, до початку Другої світової війни у селі було 1870 мешканців, з них 1690 українців, 80 українців-латинників, 10 поляків, 50 польських колоністів, 35 євреїв, 5 німців.
У вересні 1939 року село на 2 тижні зайняли німці, а згодом на їхнє місце прийшли радянські війська. Недалеко від села прокладено новий кордон. У серпні 1945 року село було оточено польським військом, всіх українців вимушено до переселення. Селяни опинилися просто неба на залізничній станції в Олешичах (т.зв. Олешицьке українське ґетто) і змушені були очікувати на евакуаційні вагони, терплячи знущання і грабунки. 15 вересня 1945 року загони УПА під командою Залізняка здійснили напад на станцію і розбили радянський гарнізон. Селяни роз’їхалися по старих домівках. Через декілька днів військо примусило всіх повернутися на станцію, і далі люди вже у вагонах очікували на виїзд до УРСР. Наприкінці листопада транспорт прибув на Тернопільщину, де людей розселили переважно в Гусятинському районі.
Сьогодні на місці села Суха Воля просторі розорані поля, а колишньою назвою села позначається присілок з фермами, закладений у 1950-х роках як радгосп.

## Церква
Перша відома дерев'яна церква була закладена у 1687 р. з фундації Адама Миколи Сенявського тодішнього львівського і рогатинського старости. Мабуть, одночасно з церквою було зведено дзвіницю. На початку ХІХ ст. церква потребувала ремонту. 1838 року церкву розібрали. Того ж 1838 р. було збудовано нову дерев'яну церкву Введення в Храм Пресвятої Богородиці. Нову церкву було посвячено у 1839 р. Реставрацію, покриття поліхромією і можливу розбудову церкви було здійснено в 1903–1904 рр.
Церква пережила Першу світову війну без ушкоджень, попри те що в 1915 р. було знищено плебанію, яка розташовувалася через дорогу, одразу навпроти церкви.
В часі польсько-української боротьби в 1945 р. церква була знищена польським військом. Сьогодні про те, що колись тут була церква, вказує металевий хрест, встромлений в землю, та старі липи, які були посаджені навколо.

## Цвинтар

Найстарший надгробок на цвинтарі в Сухій Волі, не раніше 1861 року. Невідомий бруснівський майстер

Цвинтар розташований у лісі, на підвищенні. Заснований у XIX столітті, площа — 0,45 га.
Найдавніші поховання на цвинтарі датуються 1861 роком, найновіші — серединою 1940-х років. Кам’яні надгробки — роботи місцевих майстрів бруснівської каменярської школи, що не існує з середини ХХ століття внаслідок депортації українського населення до УРСР.
У 1993 р. виселені в 1945 р. суховільці зібрали кошти, придбали будівельні матеріали і відрядили кількох людей до Польщі. На місці вони розчистили цвинтар, встановили нову огорожу, замінили декілька втрачених хрестів на металеві й встановили нові хрести на тих могилах, які не могли опорядити через депортацію.
Протягом 12 днів у серпні 2015 р. та серпні 2016 р. року впорядкуванням та інвентаризацією цвинтаря займався міжнародний науково-пошуковий та освітній табір-експедиція «Вирій».